# Уайлас (провинция)
Уайлас (исп. Provincia de Huaylas, кечуа Waylas pruwinsya) — одна из 20 провинций перуанского региона Анкаш. Площадь составляет 2293 км². Население по данным на 2005 год составляет 53 729 человек. Плотность населения — 23,4 чел/км². Столица — город Карас.

## История
Провинция была создана 15 июля 1857 года.

## Административное деление
В административном отношении делится на 10 районов:

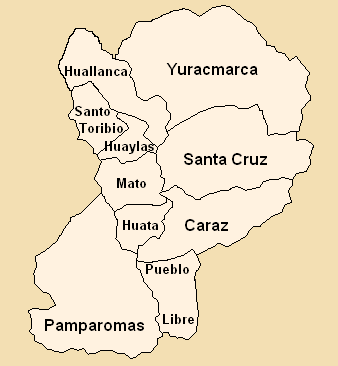
Районы провинции

- Карас
- Уальянка
- Уата
- Уайлас
- Мато
- Пампаромас
- Пуэбло-Либре
- Санта-Крус
- Санто-Торибио
- Юракмарка